# Себастьєн Мамро

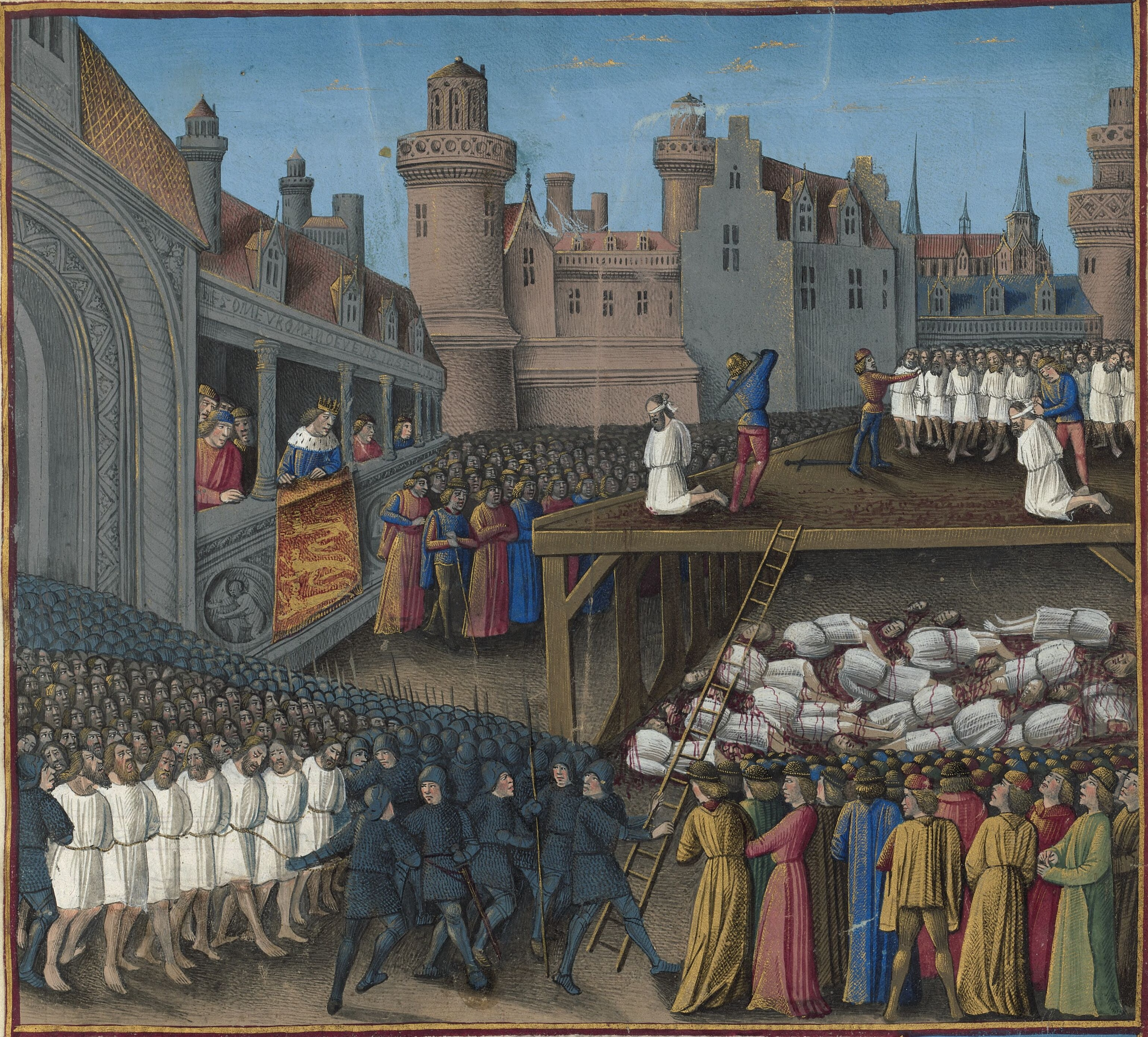
Побиття полонених мусульман Річардом Левине Серце. Мініатюра Жана Коломба з книги Себастьєна Мамро «Походи французів в Утремер» 1474

Себастьєн Мамро (фр. Sébastien Mamerot, лат. Sebastianus Mamertus; між 1418 та 1440 роками, Суассон — 1490) — французький священнослужитель, вчений, прозаїк, перекладач.

## Біографія
Служив духівником і секретарем Луї де Лаваля, губернатора Дофіне (1448—1458), Шампані (1465—1472) та Турені (1483—1484), протеже і радника короля Людовіка XI.
1460 року став капеланом. З липня 1472 по серпень 1478 — канонік і кантор в коледжі Святого Стефана в Труа.
1472 року Луї де Лаваль попросив свого духівника і секретаря С. Мамро написати хроніку Хрестових походів. Дана праця, що отримала назву «Походи французів в Утремер» (або «Заморські експедиції французів проти турків, сарацин і маврів»), є збіркою різних історій, починаючи з легендарного завоювання Єрусалима Карлом Великим і закінчуючи битвою при Нікополі в 1396 і облогою у 1394—1402 роках. Пізніше на початок рукопису було додано ще один текст — французький переклад листа, написаного султаном Баязидом II (близько 1447—1512 рр.).) королю Карлу VIII (1470—1498 рр..) І відправленого з Константинополя 4 липня 1488 року.
1488 року на основі власних вражень від подорожі до Сирії склав «Короткий опис землі обітованої» (фр. Compendieuse Description de la Terre de Promision).
Перебуваючи на службі в Луї де Лаваля, написав і перевів багато робіт від його імені.

## Вибрані праці

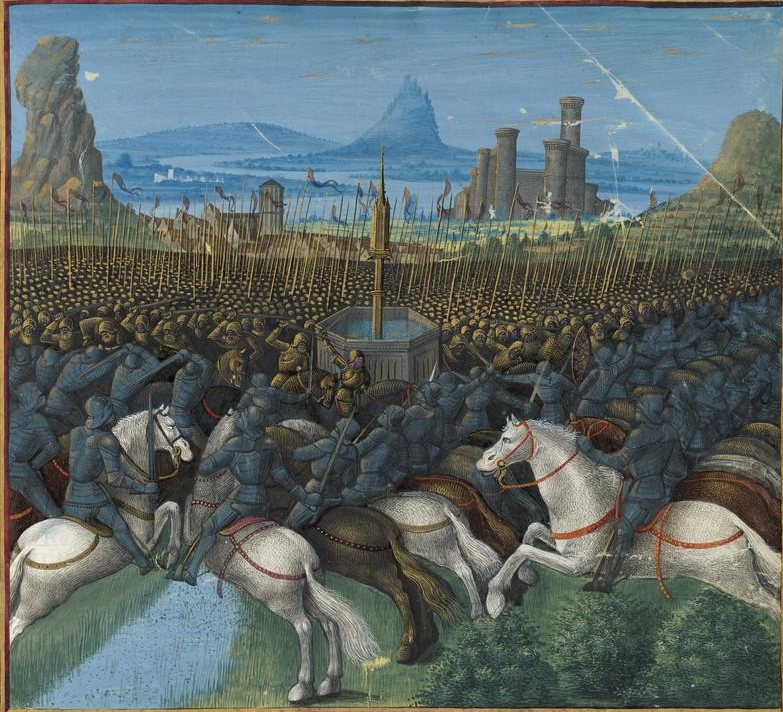
Жан Коломб. Битва за Кафр-Кана (1187). Мініатюра з твору Себастьєна Мамро «Походи французів в Утремер» (1474).

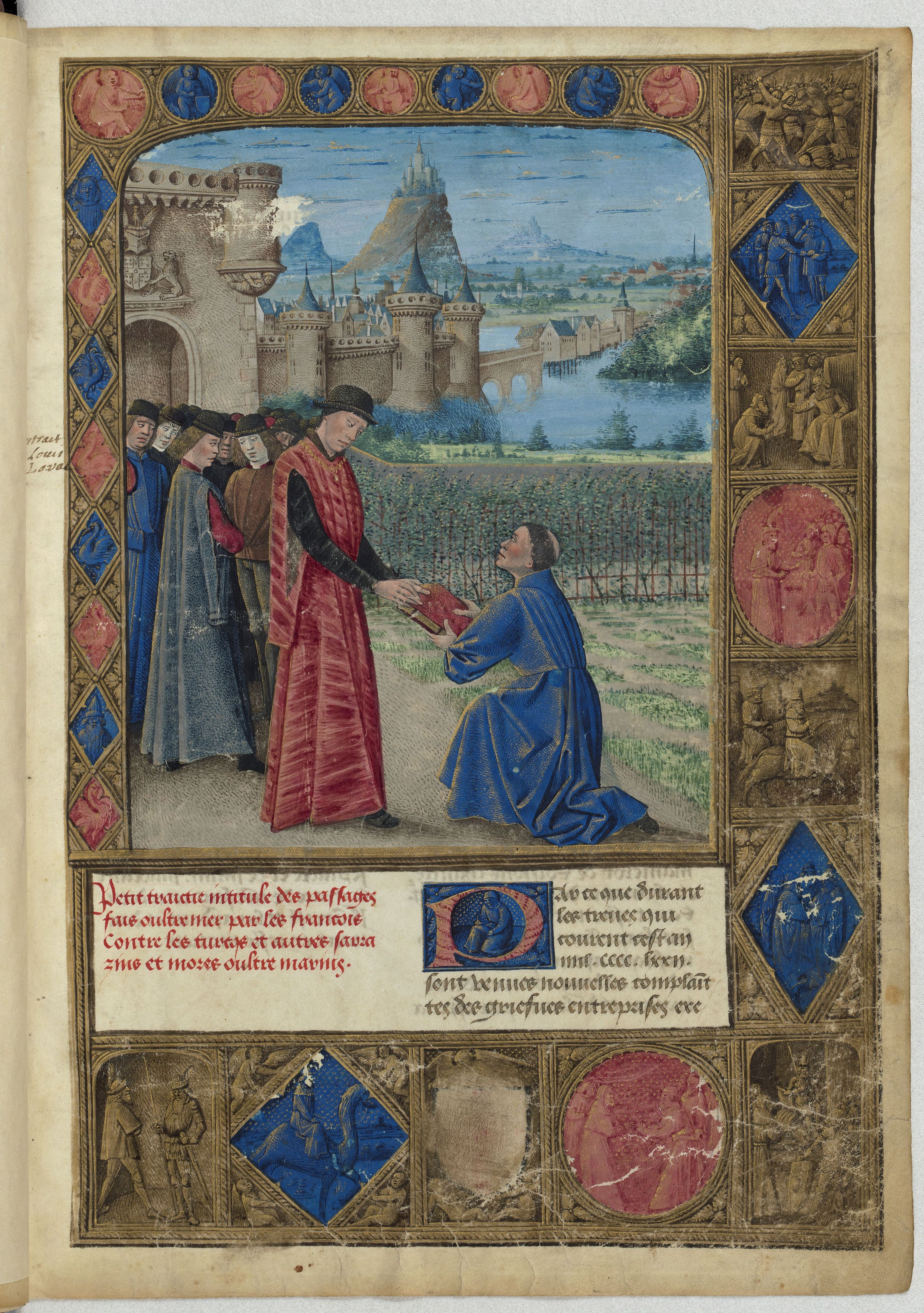
Жан Коломб та Луї де Лаваль. Мініатюра з твору Себастьєна Мамро «Походи французів в Утремер» (1474).

- «Cronicques martiniennes» («Мартініанські хроніки»), перекладення хроніки Мартіна Поляка (1458).
- «Romuleon», переклад французькою мовою однойменної роботи Р. Бенвенуто да Імола (1361—1364), збірка оповідань про історію Риму (1466).
- «Заморські походи французів проти турків, сарацинів і маврів», відома також як «Походи французів в Утремер» (фр. Passages doutremer), ілюстрований рукопис, близько 1474—1475 рр. Містить 66 мініатюр, виконаних, найімовірніше, художником-ілюстратором із Буржа Жаном Коломбом (творча діяльність близько 1463—1498 рр.)[6].
- Histoire des Neuf Preus та des Neuf Preues (почата на початку 1460 року).
- «Compendieuse Description de la Terre de Promision» («Короткий опис землі обітованої»), написано за підсумками паломництва автора в Святу землю (1488).